# Nicholas Diddams
Nicholas Diddams (1760 – Portsmouth, 24 marzo 1823) è stato un ingegnere britannico, che tra il 1802 e il 1803 fu capo costruttore navale presso lo Sheerness Dockyard, e tra il 1803 e il 1823 presso il Portsmouth Dockyard.

## Biografia
Nacque intorno al 1760 figlio di Nicholas e di Mary Rolfe (1702-1777).
Fu coinvolto nella progettazione del cutter Experiment avvenuta a Boston, nel Lincolnshire, nel periodo dal 1782 al 1784. Lo Experiment era una nave impiegata dai servizi di guardia costiera contro il contrabbando.
Appare in un documento dell'agosto 1797 come un maestro d'ascia che conclude l'apprendistato di un certo John Lane.
Nel novembre 1802 fu nominato capo costruttore presso lo Sheerness Dockyard. Lavorò con Sir John Henslow costruendo il vascello da 50 cannoni Antelope. La Royal Navy  apprezzò il suo operato tanto che nel 1803 lo  trasferì con l'incarico di capo costruttore presso il grande cantiere navale di Portsmouth, dove  varò la sua prima nave, la fregata da 32 cannoni Alexandria nel 1806.
Nel 1808 realizzò un disegno di rilievo del vascello francese catturato dagli insorti spagnoli a Cadice il 14 giugno 1808, lo Algesiras, portato a Portsmouth per eseguire il lavori di riparazione secondo gli standard della Royal Navy.
A causa dell'enorme periodo tra il varo e l'immissione in servizio al "bisogno", la fine delle guerre napoleoniche fece sì che molte delle navi da lui progettate e realizzate non entrassero mai in azione e diventassero obsolete senza che scoppiasse un'altra guerra.
Morì a Portsmouth il 24 marzo 1823. Il suo testamento è conservato nell'archivio nazionale di Kew.

## Navi costruite
- Vascello da 64 cannoni Asia.

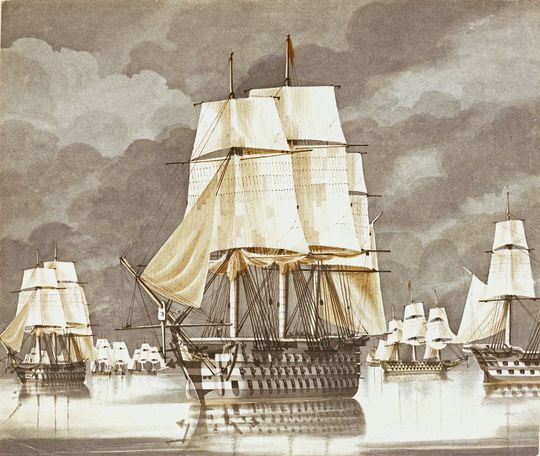
Il vascello da 110 cannoni HMS Princess Charlotte.

- Galea reale Prince of Wales (1801) costruita a Sheerness[6]
- Vascello da 50 cannoni Antelope costruito a Sheerness[7]
- Fregata da 32 cannoni Alexandria
- Direzione dei lavori di ripristino e raddobbo del vascello francese catturato HMS Marengo nel 1806[8].
- Direzione dei lavori di ripristino e raddobbo del vascello danese catturato HMS Justitia nel 1807[9].
- Vascello da 74 cannoni Bulwark.
- Brazen da 18 cannoni.
- Podargus sloop da 14 cannoni.
- Zephyr sloop da 14 cannoni.
- Primrose sloop da 18 cannoni.
- Vascello da 98 cannoni Boyne.
- Direzione dei lavori di ripristino e raddobbo del vascello HMS Asia da 74 cannoni.
- Childers da 16 cannoni ed equipaggio di 121 uomini.
- Grasshopper da 16 cannoni ed equipaggio di 121 uomini.
- Vascello da 74 cannoni Vindictive.
- Icarus da 10 cannoni ed equipaggio di 76 uomini.
- Fregata da 36 cannoni Pallas
- Vascello da 74 cannoni Pitt.
- Direzione dei lavori di ripristino e raddobbo del vascello Royal George nel 1817.
- Vascello da 80 cannoni Waterloo (poi rinominato HMS Bellerophon)
- Fregata da 46 cannoni Minerva.
- Vascello da 110 cannoni Princess Charlotte ultimato dopo la sua morte.

### Fonti
1. ↑  Royal Museums Greenwich.
2. 1 2  Threedecks.
3. 1 2  Threedecks.
4. ↑  Morris 2020, p. 119.
5. ↑  Royal Museums Greenwich.
6. ↑   Prince of Wales (fl.1801) | Royal Museums Greenwich, su rmg.co.uk. URL consultato il 23 luglio 2022.
7. ↑  (EN) Rif Winfield, British Warships in the Age of Sail, 1714–1792: Design, Construction, Careers and Fates, Barnsley, Pen and Sword, 2007, ISBN 978-1-78346-925-3.
8. ↑  (EN) Marengo (1806) | Royal Museums Greenwich, su rmg.co.uk. URL consultato il 23 luglio 2022.
9. ↑  (EN) 'Justitia' (1807) | Royal Museums Greenwich, su rmg.co.uk. URL consultato il 23 luglio 2022.